# Ronde van Spanje 1978
De 33e editie van de Ronde van Spanje ging op zaterdag 25 april 1978 van start in Gijón, in het noorden van Spanje. Na 2995 kilometer en 19 etappes werd op 14 mei in San Sebastian gefinisht. De ronde werd gewonnen door de Fransman Bernard Hinault.

## Eindklassement
Bernard Hinault werd winnaar van het eindklassement van de Ronde van Spanje van 1978 met een voorsprong van 3 minuten en 2 seconden op José Pesarrodona. In de top tien eindigden zes Spanjaarden. De beste Nederlander was Adri Schipper met een vijfde plek. De beste Belg was Ferdi Van Den Haute met een zesde plek.
| rang | renner                   | land      | ploeg                     | tijd       |
| ---- | ------------------------ | --------- | ------------------------- | ---------- |
| 1    | Bernard Hinault          | Frankrijk | Renault-Gitane            | 85u 24'14" |
| 2    | José Pesarrodona         | Spanje    | Kas-Campagnolo            | + 3'02"    |
| 3    | Jean-René Bernaudeau     | Frankrijk | Renault-Gitane            | + 3'47"    |
| 4    | Eulalio García           | Spanje    | Teka                      | + 4'23"    |
| 5    | Adri Schipper            | Nederland | Marc Zeepcentrale-Superia | + 4'28"    |
| 6    | Ferdi Van Den Haute      | België    | Marc Zeepcentrale-Superia | + 5'52"    |
| 7    | José Nazábal             | Spanje    | Kas-Campagnolo            | + 6'12"    |
| 8    | Enrique Martínez Heredia | Spanje    | Novostil-Helios           | + 6'53"    |
| 9    | Gonzalo Aja              | Spanje    | Kas-Campagnolo            | + 10'12"   |
| 10   | Vicente López Carril     | Spanje    | Kas-Campagnolo            | + 13'57"   |

## Etappe-overzicht
| Etappe  | Datum    | Van - naar                                       | Km        | Etappewinnaar              | Klassementsleider   |
| ------- | -------- | ------------------------------------------------ | --------- | -------------------------- | ------------------- |
| Proloog | 25 april | Gijón                                            | 8,6 (ITT) | Bernard Hinault            | Bernard Hinault     |
| 1       | 26 april | Gijón - Gijón                                    | 144       | Adri Schipper              | Bernard Hinault     |
| 2       | 27 april | Gijón - Cangas de Onís                           | 94        | Enrique Cima               | Bernard Hinault     |
| 3       | 28 april | Cangas de Onís - León                            | 187       | Ferdi Van den Haute        | Ferdi Van den Haute |
| 4       | 29 april | León - Valladolid                                | 171       | Patrick Lefevere           | Ferdi Van den Haute |
| 5       | 30 april | Valladolid - Ávila                               | 136       | Willy Teirlinck            | Ferdi Van den Haute |
| 6       | 1 mei    | Torrelaguna - Torrejón de Ardoz                  | 46        | Fons van Katwijk           | Ferdi Van den Haute |
| 7       | 2 mei    | Torrejón de Ardoz - Cuenca                       | 160       | Domingo Perurena           | Ferdi Van den Haute |
| 8       | 3 mei    | Cuenca - Benicasim                               | 249       | Fons van Katwijk           | Ferdi Van den Haute |
| 9       | 4 mei    | Benicasim - Tortosa                              | 156       | Ferdi Van den Haute        | Ferdi Van den Haute |
| 10      | 5 mei    | Tortosa - Calafell                               | 201       | Willy Teirlinck            | Ferdi Van den Haute |
| 11a     | 6 mei    | Calafell - Barcelona                             | 67        | Javier Elorriaga           | Ferdi Van den Haute |
| 11b     | 6 mei    | Barcelona                                        | 3,8 (ITT) | Bernard Hinault            | Ferdi Van den Haute |
| 12      | 7 mei    | Bellaterra - La Tossa de Montbui                 | 205       | Bernard Hinault            | Bernard Hinault     |
| 13      | 8 mei    | Igualada - Jaca                                  | 243       | Salvatore Maccali          | Bernard Hinault     |
| 14      | 9 mei    | Jaca - Logroño                                   | 219       | Bernard Hinault            | Bernard Hinault     |
| 15      | 10 mei   | Logroño - Miranda de Ebro                        | 131       | Jean-Philippe Vandenbrande | Bernard Hinault     |
| 16      | 11 mei   | Miranda de Ebro - Santuario de la Bien Aparecida | 208       | Vicente Belda              | Bernard Hinault     |
| 17      | 12 mei   | Ampuero - Bilbao                                 | 123       | Enrique Cima               | Bernard Hinault     |
| 18      | 13 mei   | Bilbao - Amurrio                                 | 154       | Bernard Hinault            | Bernard Hinault     |
| 19a     | 14 mei   | Amurrio - San Sebastián                          | 84        | Domingo Perurena           | Bernard Hinault     |
| 19b     | 14 mei   | San Sebastián                                    | (ITT)     | Geannuleerd                | Bernard Hinault     |